# Relações entre África do Sul e Lesoto
As relações entre África do Sul e Lesoto referem-se às relações bilaterais atuais e históricas entre a África do Sul e o Lesoto. O Lesoto, que é completamente rodeado pela África do Sul, depende da África do Sul para a maioria dos seus assuntos econômicos e sua política externa é muitas vezes alinhada com a de Pretória.  Ambos são os Estados membros da Commonwealth of Nations, da União Aduaneira da África Austral e da Comunidade de Desenvolvimento da África Austral.

## História
A área conhecida como Lesoto é completamente rodeada pela África do Sul. O Lesoto (então Basutolândia, um protetorado britânico) foi anexado à Colônia do Cabo em 1871, mas tornou-se a separar novamente (como uma colônia da coroa) em 1884. Quando a União da África do Sul foi formada em 1910, houve movimentos da Grã-Bretanha para incluir o Lesoto. O governo sul-africano pressionou a Grã-Bretanha pela incorporação da área em seu território.  No entanto, em outubro de 1966, o Reino ganhou total independência. Apesar da independência formal, o governo controlado pelos brancos na África do Sul desempenhou um papel importante nos assuntos econômicos e políticos do vizinho, incluindo o apoio ao governo do primeiro-ministro Leabua Jonathan, do Lesoto. Em 1986, a África do Sul apoiou o golpe de Estado no Lesoto, que conduziu Justin Lekhanya ao poder. Por sua vez, o governo de Lekhanya expulsou membros do Congresso Nacional Africano e técnicos da Coreia do Norte, o que levaria a uma significativa melhoria nas relações entre os dois países. 
Em setembro de 1998, a África do Sul liderou uma intervenção militar no Lesoto em nome da Comunidade de Desenvolvimento da África Austral, após tumultos pós-eleitorais e rumores de um possível golpe. As tropas da Comunidade de Desenvolvimento da África Austral retiraram-se do Lesoto em maio do ano seguinte.

## Relações pós-apartheid
A África do Sul realizou suas primeiras eleições democráticas em 1994. Desde então, a influência da África do Sul no Lesoto tem crescido. Está envolvida com o Lesotho Highlands Water Project, um projeto de abastecimento de água e energia hidrelétrica contínuo. Em agosto de 2010, o presidente sul-africano Jacob Zuma, liderou um grupo de investidores e políticos para o Lesoto, onde discutiram a cooperação bilateral, bem como desenvolvimentos políticos regionais.  Enquanto no Lesoto em 2010, Zuma visitou a Barragem de Katse e discursou a uma sessão conjunta do Parlamento do Lesoto.

## Propostas de anexação
Devido à relação econômica e geográfica do Lesoto com a África do Sul, alguns ativistas dentro do Lesoto têm exortado o país a aceitar a anexação. 
Em 2010, o sindicalista Vuyani Tyhali iniciou uma petição em apoio à anexação, afirmando: "Temos 30 mil assinaturas. O Lesoto não é apenas um enclave  - está na África do Sul. Éramos uma reserva de trabalho para o apartheid sul-africano. Não há nenhuma razão para existirmos por mais tempo como uma nação com sua própria moeda e exército". Ntate Manyanye, um diretor de caridade, citou a epidemia de AIDS como uma razão pela qual o Lesoto não poderia mais sobreviver como um país independente: "Lesoto está lutando pela sobrevivência. Temos uma população de cerca de 1,9 milhões, mas pode haver até 400 mil órfãos de AIDS entre nós. A expectativa de vida caiu para 34. Estamos desesperados". 